# (31680) Josephuitt
(31680) Josephuitt est un astéroïde de la ceinture principale.

## Description
(31680) Josephuitt est un astéroïde de la ceinture principale. Il fut découvert le 10 mai 1999 à Socorro (Nouveau-Mexique) par le projet LINEAR. Il présente une orbite caractérisée par un demi-grand axe de 2,59 UA, une excentricité de 0,11 et une inclinaison de 8,4° par rapport à l'écliptique.

## Compléments